# صالح عاشور
صالح أحمد حسن عاشور (1953 - )؛ نائب في مجلس الأمة الكويتي.
شارك في انتخابات مجلس الأمة الكويتي 1996 في الدائرة الأولى، وحصل على المركز الرابع برصيد 479 صوت وخسر الانتخابات، وشارك في انتخابات مجلس الأمة الكويتي 1999 في الدائرة الأولى، وحصل على المركز الثاني برصيد 616 صوت وفاز بالانتخابات، وشارك في انتخابات مجلس الأمة الكويتي 2003 في الدائرة الأولى، وحصل على المركز الأول برصيد 1640 صوت وفاز بالانتخابات، وشارك في انتخابات مجلس الأمة الكويتي 2006 في الدائرة الأولى، وحصل على المركز الثاني برصيد 2428 صوت وفاز بالانتخابات، وشارك في انتخابات مجلس الأمة الكويتي 2008 في الدائرة الأولى، وحصل على المركز الأول برصيد 9314 صوت وفاز بالانتخابات.

## جدل
في 14 يناير 2016، بعد صدور أحكام قضائية بالإعدام والسجن بالمُدانين بقضية خلية العبدلي للتخابر مع إيران وحزب الله اللبناني، أعلن عدد من نواب الشيعة من بينهم صالح عاشور بمُقاطعة جلسة من جلسات مجلس الأمة اعتراضًا على هذه الأحكام القضائية. بينما علق النائب السابق علي الراشد بأن «مقاطعة الجلسة من قبل بعض النواب هو أسوأ من خلية العبدلي نفسها، لأنها تعتبر مثالا للطائفية في البلد» وأضاف بأن عليهم إصدار بيان اعتذار للشعب الكويتي.

## أبرز مواقفه في مجلس الأمة
| استجواب الوزيرة هند الصبيح (يناير 2018)                  | مع الاستجواب |
| استجواب الوزير بخيت الرشيدي (2018)                       | ضد الاستجواب |
| استجواب الوزيرة هند الصبيح (مايو 2018)                   | مع الاستجواب |
| استجواب الوزير خالد الروضان (2019)                       | مع الاستجواب |
| استجواب الوزير محمد الجبري (2019)                        | ضد الاستجواب |
| استجواب الوزير نايف الحجرف (2019)                        | ضد الاستجواب |
| استجواب الوزير براك الشيتان (2020)                       | مع الاستجواب |
| استجواب الوزير أنس الصالح (أغسطس 2020)                   | ضد الاستجواب |
| استجواب الوزير سعود هلال الحربي (أغسطس 2020)             | ضد الاستجواب |
| استجواب الوزير سعود هلال الحربي (سبتمبر 2020)            | ضد الاستجواب |
| استجواب الوزير أنس الصالح (سبتمبر 2020)                  | ضد الاستجواب |
| تصويت فتح باب ما يستجد من أعمال (تعديل النظام الانتخابي) | ممتنع        |